# Вукашин Алексић
Вукашин Алексић (Београд, 10. јануар 1985) је бивши српски кошаркаш. Играо је на позицији плејмејкера.

## Каријера
Своју каријеру је почео у сезони 1999/00, као јуниор КК Лифам. У августу 2002. долази у Хемофарм. Са њима је као сениор дебитовао у сезони 2002/03. Након тога је провео две сезоне на позајмици у Лајонсима. У Хемофарм се вратио 2005. године пред почетак Суперлиге. Наредну сезону је започео у редовима Мега Исхране, али их напушта већ у априлу 2006. када одлази у Здравље. Тамо је провео и следећу сезону.
Године 2007. постаје члан Свислајона из Вршца, и за њих је бележио просечно 11,2 поена и 5,9 асистенција по мечу, био је други асистент лиге одмах иза Омара Кука тадашњег кошаркаша Црвене звезде. У лето 2008. је потписао уговор са Партизаном. Са црно-белима је имао епизодну улогу, али је освојио Куп Радивоја Кораћа, Јадранску лигу, домаће првенство и учествовао је у четвртфиналу Евролиге.
После кратке епизоде у Партизану прешао је у Раднички из Крагујевца где је био један од бољих играча клуба. У Јадранској лиги је постизао просечно 9,5 поена и 4,2 асистенције по мечу. У лигашком делу српског првенства, Алексић је био готово незаменљив у екипи Крагујевчана. На паркету је провео 472 минута што га ставља на друго место по броју проведених минута на паркету, био је пети стрелац лиге и проиграо је саиграче чак 75 пута.
Сезону 2010/11. је започео у екипи Нижњег Новгорода, али се већ у јануару 2011. вратио у Раднички. Наредне две сезоне је провео играјући за Игокеу и пољски Туров. У јануару 2014. се вратио у Србију и потписао за ваљевски Металац где се задржао до краја сезоне.

### Репрезентација
Алексић је био члан кадетске репрезентације на Европском првенству у Риги 2001, младе репрезентације Србије 2004. и универзитетске репрезентације Србије.

## Успеси

### Клупски
- Партизан:
  - Првенство Србије (1): 2008/09.
  - Јадранска лига (1): 2008/09.
  - Куп Радивоја Кораћа (1): 2009.

### Репрезентативни
- Европско првенство до 16 година:  2001.
- Универзијада:  2009,  2007.